# Welcome Back, Alice
Welcome Back, Alice (jap. おかえりアリス Okaeri Alice) ist eine Manga-Serie von Shūzō Oshimi, die zwischen 2020 und 2023 in Japan erschien. Die in mehrere Sprachen übersetzte Geschichte erzählt von einer Dreiecksbeziehung zwischen Oberschülern, von denen eine Person eine Nichtbinäre Geschlechtsidentität hat.

## Inhalt
Kei Murota (室田 慧) sieht die Kindheitsfreunde Yohei Kamehara (亀川 洋平) und Yui Mitani (三谷 結衣) nach langer Zeit wieder, als sie alle drei zusammen auf eine Oberschule gehen. Bereits seit der Grundschule waren sie befreundet, bis Kei in der Mittelschulzeit wegzog. Zuvor beobachtete der heimlich in Yui verliebte Yohei noch, wie Kei seinen Schwarm geküsst hat. Nun an der Oberschule kleidet sich Kei aber wie ein Mädchen. Kei macht ihnen klar, kein Junge mehr zu sein. Ob Kei sich als Mädchen identifiziert, bleibt aber offen. Und Yohei muss feststellen, dass er Kei unerwartet attraktiv findet und der frühere Kindheitsfreund nun ihm schöne Augen macht.

## Veröffentlichung
Der Manga erschien zwischen April 2020 und August 2023 im Shōnen Magazine bei Kodansha in Japan. Die Kapitel wurden auch gesammelt in insgesamt sieben Bänden herausgegeben.
Eine deutsche Übersetzung von Martin Gericke wurde von April 2023 bis Juni 2024 vollständig von Manga Cult veröffentlicht. Auf Englisch erscheint die Serie bei Kodansha Comics, auf Italienisch bei Planet Manga.